# Mount Pleasant (Carolina del Nord)
Mount Pleasant és una població dels Estats Units a l'estat de Carolina del Nord. Segons el cens del 2000 tenia 1.259 habitants, 473 habitatges i 353 famílies. La densitat de població era de 347,2 habitants per km².